# Сайфуллин, Рустам Галиевич
Рустам Галиевич Сайфуллин (род. 3 марта 1983, Вагай, Тюменская область) — российский военнослужащий инженерных войск, участник вторжения российских войск на Украину. Герой Российской Федерации (2022). Полковник.

## Военная карьера
Учился в школе в родном селе, затем семья переехала в деревню Абаул в Вагайском районе Тюменской области. В 2000 году окончил среднюю школу в деревне Карагай того же района.
В Вооружённых силах Российской Федерации с 2000 года. Окончил Тюменский филиал Военно-инженерного университета. Служил на разных командных должностях в Северо-Кавказском военном округе, участвовал во Второй чеченской войне. Был командиром отдельного взвода плавающих транспортёров, командиром отдельной инженерно-сапёрной роты мотострелкового полка, командиром инженерно-сапёрного батальона.
В 2019 году окончил Общевойсковую академию Вооружённых сил Российской Федерации, продолжил службу заместителем командира инженерно-сапёрной бригады и командиром инженерно-сапёрного полка.
В 2022 году в ходе вторжения России на Украину командовал 40-м инженерно-саперным полком 41-й общевойсковой армии. По сообщениям российских СМИ, был дважды ранен.
Указом президента России от 29 июня 2022 года полковнику Сайфуллину было присвоено звание Героя Российской Федерации. Медаль «Золотая Звезда» в госпитале им. П. В. Мандрыка ему вручил министр обороны Сергей Шойгу. Шойгу предложил Сайфуллину должность заместителя начальника Тюменского высшего военно-инженерного командного училища.
Ныне является заместителем Тюменского высшего-военно-инженерного командного училища.
Женат. Имеет двоих дочерей и сына.

## Награды
- Герой Российской Федерации (2022)